# Crime material
Crime material ou de resultado é aquele que descreve a conduta cujo resultado integra o próprio tipo penal. A não ocorrência do resultado configura tentativa.
O conceito de crime material contrapõe-se aos conceitos de crime formal e de crime de mera conduta.
Registro oportuno de se fazer e lembrar é o de não se confundir crime material com a concepção material de crime (crime em sentido material), pois que o primeiro representa uma categoria doutrinária atribuída aos delitos e o outro representa a noção teórica de fatores jurídicos e extrajurídicos que estimulam ao aparecimento do crime.

## Crimes contra a ordem tributária
No tocante aos crimes materiais contra a ordem tributária, a jurisprudência brasileira consolidou o entendimento no sentido de que o resultado apenas considera-se ocorrido após o lançamento definitivo do tributo. Tal entendimento encontra-se consubstanciado na Súmula Vinculante nº 24 do Supremo Tribunal Federal brasileiro, abaixo reproduzida:
Súmula Vinculante nº 24: Não se tipifica crime material contra a ordem tributária, previsto no art. 1º, incisos I a IV, da Lei nº 8.137/90, antes do lançamento definitivo do tributo.